# Marmyży (rejon konyszowski)
Marmyży (ros. Мармыжи) – wieś (ros. деревня, trb. dieriewnia) w zachodniej Rosji, w sielsowiecie maszkinskim rejonu konyszowskiego w obwodzie kurskim.

## Geografia
Miejscowość położona jest w dorzeczu Żygajewki (lewy dopływ Swapy), 10 km od centrum administracyjnego sielsowietu (Maszkino), 22 km na północny wschód od centrum administracyjnego rejonu (Konyszowka), 67 km na północny zachód od Kurska.
We wsi znajduje się 76 posesji.
Klimat
Miejscowość, jak i cały rejon, znajduje się w strefie klimatu kontynentalnego z łagodnym ciepłym latem i równomiernie rozłożonymi opadami rocznymi (Dfb w klasyfikacji klimatów Köppena).

## Demografia
W 2010 r. wieś zamieszkiwało 81 osób.